# Даница Чворовић
Даница Чворовић је лик у драми "Балкански шпијун", коју је написао Душан Ковачевић. Она је жена Илије Чворовића.
Даница је драмски јунак који не силази са сцене: присутна је као домаћица, супруга, мајка. Она је „вечито замишљена и забринута, вечито расејана(...) давно остарела, пре времена“. Њено место је у кухињи (а кухиња је и поприште драмских збивања): на почетку се види како „седи за кухињским столом, љушти кромпир и успут слуша радио“ - ова реченица ће се поновити у неколико сцена. „Кромпирски посао“ у оволико сцена (а драмско збивање траје четрдесет пет дана) има јасну социјалну ноту: кромпир је претежна храна ове породице. Одмах после дидаскалије у кокој се описује Даничин „кромпирски посао“ следи говорна емисија са радија, која речником политичког празнославља говори о „зацртаним плановима“, „непријатељима нашег друштвеног система“, итд. Док радио-емисије говоре о некој апстрактној стварности, Даничин свакодневни живот нуди суморну слику животне стварности - она као домаћица најбоље осећа немаштину и беду. У њој се догађа занимљив процес: уколико више слуша извештаје на радију и говоре политичара, утолико је огорченија на све оно што доживљава у продавници и на пијаци. Зато, кад год се поведе разговор о животу, Даница има само речи јада и осуде свега онога што је сналази у свакодневном животу. Њен муж Илија, у разговору са инспектором, на његово питање како излази на крај " совим поскупљењем“, изјављује: „Приватили смо стабилизацију, то нам је сад светиња“. Даница пак, у разговору са подстанаром, оштро ће проговотити о ситуацији у друштву. Ове речи ће разгневити Илију кога је већ начео страх, али Даница уме да отрпи мужевљеве речи. Њу ће зачудити неки мужевљеви поступци, али ће бити уз њега: не дозвољава кћерки да води оца код психијатра јер он није луд.
Најоштрија друштвена критика изречена је кроз уста ове Ковачевићеве јунакиње. То је издваја из просечности која се могла слутуити из првих слика драмске игре: њена измученост и мирно подношење неких мужевљевих поступака и понашања, спољашња је слика ове жене; у њеној души је снажни јад на све оно што се догађа, велико разумевање за мужа и оно што он ради, брига за породицу. Иако је и ушла на страни онога што чине њен муж и девер, то је нимало не карикира - она не разуме њихове поступке и оно што чине, али им верује, јер су њени.